# Gecelfalva
Gecelfalva (szlovákul: Koceľovce) község Szlovákiában, a Kassai kerület Rozsnyói járásában.

## Fekvése
Rozsnyótól 15 km-re északnyugatra, a csetneki völgyben fekszik.

## Története
1243-ban német bányászok alapították, első említése 1244-ből származik. 1318-ban „Guchulpholua”, 1331-ben „Goczel”, 1426-ban „Gechelfalwa”, 1427-ben „Kencelfalwa” alakban említik. A Csetneky család birtokolta, majd királyi tulajdon. Később a Bebek, majd a 17. századtól az Andrássy családé volt. A bányászat megszünte után lakói földműveléssel, állattenyésztéssel, gyümölcstermesztéssel, erdészeti munkával foglalkoztak, később a csetneki vasgyárban dolgoztak. A 16. században elveszítette német jellegét, a szlovák népesség betelepülése után szlovák falu lett. 1773-ban 46 paraszt és 2 zsellércsalád lakta.
A 18. század végén Vályi András így ír róla: „GECZELY. totúl Gecelovcze. Tót falu Gömör Vármegyében, lakosai leginkább evangelikusok, fekszik Csetnekhez fél mértföldnyire, ’s ennek filiája, vidékje soványas, és kősziklás, réttyei is soványak, legelője elég, fája tsak tűzre, malma, itatója, piatzozása közel, kendert eleget termesztenek, a’ szomszéd vas verő műhelyben keresetre jó módgya, kendert áztató vize alkalmatos, második Osytálybéli.”
1828-ban 54 házában 403 lakos élt. Mezőgazdasági jellegét később is megőrizte.
A 19. század közepén Fényes Elek eképpen írja le: „Geczelfalva, (Getzelowce), tót falu, Gömör és Kis-Hont egy. vgyékben, Csetnekhez 1 órányira: 7 kath., 396 evang. lak., kik hajdan németek valának; egyébiránt sovány földeiket szorgalmatosan mívelik, gabonával kereskednek, fuvaroznak. Rétjük sok, de az árviz járja; erdejük kevés. Az idevaló evang. tornyos szentegyház igen régi és nagy épület. Hajdan ezen helység város volt. A csetneki uradalomhoz tartozik. Ut. p. Rozsnyó.”
Borovszky Samu monográfiasorozatának Gömör-Kishont vármegyét tárgyaló része szerint: „Geczelfalva, a csetneki völgyben fekvő tót kisközség, 49 házzal és 232 ág. ev. h. vallású lakossal. Német telepítvény, melynek lakosai idő folytán eltótosodtak. Hajdan bányaváros volt és a csetneki uradalomhoz tartozott. 1426-ban Gechelfalwa vagy Kencelfalva néven említik, a XVIII. században pedig már Getzelowce tót néven is; ekkor a Görgey család volt birtokosa. A csetneki uradalom többi javaival együtt ez a község is az Andrássyak tulajdonába került. Ág. h. ev. temploma árpádkori építmény, érdekes freskókkal. A falu postája, távírója és vasúti állomása Csetnek.”
1920-ig Gömör-Kishont vármegye Rozsnyói járásához tartozott.
Földműves szövetkezetét 1959-ben alapították.

## Népessége
| Év:            | 1994. | 2004.   | 2014.   | 2024.   |
| -------------- | ----- | ------- | ------- | ------- |
| Emberek száma: | 256   | 254     | 250     | 218     |
| Eltérés:       |       | -0,78 % | -1,57 % | -12,8 % |

| Év:            | 2023. | 2024.   |
| -------------- | ----- | ------- |
| Emberek száma: | 215   | 218     |
| Eltérés:       |       | +1,39 % |

1910-ben 236, túlnyomórészt szlovák lakosa volt.
2001-ben 248 lakosából 217 szlovák és 31 cigány volt.
2011-ben 257 lakosából 241 szlovák és 13 cigány.

## Nevezetességei
Evangélikus temploma a 14. században épült gótikus stílusban, 1350 után készített falfestményekkel. A festőt az "Ochtinai szentély mestere"ként azonosítják. A lemeszelt freskókat 1950 és 1954 között tárták fel. A falak alsó részén 170 cm magasságig díszítő festés látható, efelett az északi falon a szenvedéstörténet, a szentély zárófalán a Kálvária és a 12 apostol, a déli falon a bevonulás Jeruzsálembe, valamint levétel a keresztről és a sírbatétel látható. A templom berendezése barokk stílusú.